# Francois Uys
Pour les articles homonymes, voir Uys.
Pas d'image ? Cliquez ici

a Compétitions nationales et continentales officielles uniquement.

b Matchs officiels uniquement.
Dernière mise à jour le 21 juillet 2025.
François Uys, né le 12 octobre 1986 à Springs (Afrique du Sud), est un joueur et entraîneur de rugby à XV sud-africain. Depuis 2023 il est l’entraîneur des avants du Niort Rugby Club.
Il évoluait au poste de deuxième ligne ou de troisième ligne aile. Il mesure 1,96 m pour 115 kg.

## Carrière

### En club
Après avoir été formé à l'académie des Golden Lions, François Uys commence sa carrière professionnelle avec cette même équipe en 2006 en Vodacom Cup, puis en Currie Cup deux ans plus tard,.
A la recherche de plus de temps de jeu, il rejoint les Free State Cheetahs en 2009.
En 2009, il fait ses débuts en Super Rugby avec les Cheetahs. Il ne joue que sporadiquement avec la franchise de Bloemfontein jusqu'à la saison 2013, où il devient un joueur cadre,. Lors de sa première saison, il joue un match contre les Lions britanniques au cours de leur tournée en Afrique du Sud. 
Lors de l'été 2012, il dispute une saison de Currie Cup First Div avec les Griffons, où il est prêté.
En 2015, il est nommé capitaine de sa franchise pour la saison de Super Rugby, avant d'être remplacé l'année suivante par François Venter,.
En 2016, il effectue une courte pige avec le club japonais des Toyota Verblitz évoluant en Top League, où il compense la blessure du troisième ligne australien Wycliff Palu,. La saison suivante, il retourne une nouvelle fois au Japon, mais cette fois pour une saison complète avec les Yokogawa Atlastars en Top League Est A,.
Après huit saisons avec les Cheetahs, il signe un contrat de deux saisons avec le club français du FC Grenoble évoluant alors en Pro D2 en 2017,. En mai 2017, pour son dernier match avec les Cheetahs, il marque une transformation en coin à la dernière minute, lors d'une large victoire contre les Sunwolves.
Pour sa première saison avec le club isérois, il s'impose comme un joueur cadre (27 matchs joués) principalement grâce à sa polyvalence et ses qualités en touche. Il est titularisé lors du match de barrage d'accession contre l'US Oyonnax, permettant ainsi au FCG de retrouver le Top 14 en 2018.
En 2019, il n'est pas conservé pas Grenoble et rejoint le club de Valence Romans en Pro D2. Après deux saisons, son club est relégué en Nationale, mais Uys prolonge tout de même son contrat pour une saison supplémentaire. Reconduit pour une saison supplémentaire en 2022-2023, il devient le joueur le plus vieux de l'effectif, ainsi que le vice-capitaine du club drômois.
Après quatre saisons avec Valence Romans, il met un terme à sa carrière de joueur à la suite de l'obtention du titre de champion de France de Nationale. Il rejoint dans la foulée le Niort RC en tant qu'entraîneur des avants, suivant Johann Authier qui l'a dirigé avec le VRDR.

### En équipe nationale
François Uys joue avec l'équipe d'Afrique du Sud des moins de 19 ans en 2005.

## Palmarès
- Vainqueur du Barrage d'accession au Top 14 en 2018 avec le FC Grenoble
- Vainqueur du Championnat de France de Nationale en 2023 avec Valence Romans.